# Cueva del Alba
La cueva del Alba se sitúa en el término municipal de Cortes de Pallás, en la provincia de Valencia, en el barranco del Ral, muy próxima a la cueva Hermosa con la que es muy probable que estuviera conectada en algún tiempo ya que solo dista de ella 20 metros.
La estancia que se desarrolla en calizas y margas del turonense, tiene unas dimensiones de 50 metros de longitud y una altura máxima de 25 metros con abundantes procesos clásticos.
- Datos: Q5794248